# Augusto Rocha
Augusto Rocha, de nom complet Francisco Augusto Rocha, est un footballeur portugais, né le 7 février 1935 à Macao. Il évoluait au poste d’attaquant.

## Biographie
Rocha évolue sous les couleurs du Sporting CP et de l’Académica de Coimbra. Il est le meilleur joueur de football d'origine macaense de tous les temps et le plus charismatique de l'histoire entière de l'Académica.
Il est appelé « Lou Fu Chai », le Petit Tigre, parce que le tigre est le surnom de son père, qui a quitté le Portugal pour Macao, alors colonie portugaise. 
En octobre 1953, Augusto Rocha commence le football dans un club de Macao et rapidement sa vitesse et sa dextérité ballon au pied font oublier sa petite stature.
Après s’être  fait connaître au service du Sporting de Macao, plusieurs clubs sont intéressés par lui faire signer un contrat, et c'est le Sporting CP qui finit par le faire signer. Mais son passage par l’Alvalade n'est pas brillant, il joue un an avec la réserve puis la saison suivante (1955/56) au sein de l'équipe principale.
Sans surprise, l'année suivante, il est transféré à Coimbra, où il démontre toute sa valeur. Le destin veut que pour son premier match avec l’Académica il joue face à son ancien club, le match se terminant par une victoire, 3 – 1.
En 1958, le Sporting CP propose 400 000 escudos pour son retour, mais après avoir signé le contrat, il demande l'annulation du transfert.
Rocha apporte à l’Académica un parfum et une créativité qui marque le football des étudiants. Sous sa commande, l’Académica de Coimbra obtient d'excellent résultats en championnat. Il y accompli presque 400 matches et marque plus de 50 buts.
Rocha accomplit sept matches avec la sélection portugaise, trois avec la sélection B, un avec "les Espoirs" ainsi que neuf en faveur des militaires. Au service de ces derniers, il remporte le tournoi international de Lisbonne, en novembre 1958, où les Portugais battent la France par 2-1. En  sélection principale il fait ses débuts le 13 avril 1958, à Madrid, contre l'Espagne (victoire 1-0) et joue son dernier match le 21 avril 1963, contre le Brésil, à Lisbonne (victoire 1-0).
En 1971, il abandonne le football après 14 saisons au service de l'Académica de Coimbra. En 1979, il ouvre un restaurant chinois à Monte Formoso, le nommant Lung Wah, le Dragon en chinois.

## Carrière

### Championnats
| Saison    | Club                 | Montant | Division | Matches | Buts |
| --------- | -------------------- | ------- | -------- | ------- | ---- |
| 1952-1953 | Rubro Negro U19      |         |          |         |      |
| 1953-1954 | Sporting Macao U19   |         |          |         |      |
| 1954-1955 | Sporting CP B        |         |          |         |      |
| 1955-1956 | Sporting CP          |         | I        | 15      | 1    |
| 1956-1957 | Académica de Coimbra |         | I        | 24      | 2    |
| 1957-1958 | Académica de Coimbra |         | I        | 25      | 7    |
| 1958-1959 | Académica de Coimbra |         | I        | 17      | 3    |
| 1959-1960 | Académica de Coimbra |         | I        | 22      | 3    |
| 1960-1961 | Académica de Coimbra |         | I        | 25      | 4    |
| 1961-1962 | Académica de Coimbra |         | I        | 25      | 2    |
| 1962-1963 | Académica de Coimbra |         | I        | 25      | 3    |
| 1963-1964 | Académica de Coimbra |         | I        | 13      | 2    |
| 1964-1965 | Académica de Coimbra |         | I        | 24      | 6    |
| 1965-1966 | Académica de Coimbra |         | I        | 24      | 8    |
| 1966-1967 | Académica de Coimbra |         | I        | 23      | 2    |
| 1967-1968 | Académica de Coimbra |         | I        | 19      | 2    |
| 1968-1969 | Académica de Coimbra |         | I        | 17      | 1    |
| 1969-1970 | Académica de Coimbra |         | I        | 14      | 1    |
| 1970-1971 | Académica de Coimbra |         | I        | 7       | 0    |

### Coupes nationales
| Saison    | Club                 | Compétition | Classement | Matches | Buts |
| --------- | -------------------- | ----------- | ---------- | ------- | ---- |
| 1952-1953 | Rubro Negro U19      |             |            |         |      |
| 1953-1954 | Sporting Macao U19   |             |            |         |      |
| 1954-1955 | Sporting CP B        |             |            |         |      |
| 1955-1956 | Sporting CP          | -           | -          | 2       | 1    |
| 1956-1957 | Académica de Coimbra | Portugal    | 1/4        | 4       | 2    |
| 1957-1958 | Académica de Coimbra | Portugal    | 1/4        | 2       | 0    |
| 1958-1959 | Académica de Coimbra | Portugal    | 1/8        | 4       | 0    |
| 1959-1960 | Académica de Coimbra | Portugal    | 1/32       | 1       | 0    |
| 1960-1961 | Académica de Coimbra | Portugal    | 1/32       | 2       | 0    |
| 1961-1962 | Académica de Coimbra | Portugal    | 1/8        | 6       | 0    |
| 1962-1963 | Académica de Coimbra | Portugal    | 1/8        | 3       | 2    |
| 1963-1964 | Académica de Coimbra | Portugal    | 1/16       | 4       | 1    |
| 1964-1965 | Académica de Coimbra | Portugal    | 1/16       | 4       | 1    |
| 1965-1966 | Académica de Coimbra | Portugal    | 1/32       | 1       | 0    |
| 1966-1967 | Académica de Coimbra | Portugal    | Finaliste  | 9       | 0    |
| 1967-1968 | Académica de Coimbra | Portugal    | 1/8        | 5       | 1    |
| 1968-1969 | Académica de Coimbra | Portugal    | Finaliste  | 7       | 0    |
| 1969-1970 | Académica de Coimbra | Portugal    | 1/8        | 3       | 0    |
| 1970-1971 | Académica de Coimbra | Portugal    | 1/16       | 0       | 0    |

### Coupes d'Europe
| Date              | Club                 | Compétition | Adversaire         | Résultat | Tps de jeu |
| ----------------- | -------------------- | ----------- | ------------------ | -------- | ---------- |
| 9 octobre 1968    | Académica de Coimbra | C3          | Olympique lyonnais | 1-0      | 120        |
| 17 septembre 1969 | Académica de Coimbra | C2          | Kuopion Palloseura | 0-0      | 33         |
| 26 novembre 1969  | Académica de Coimbra | C2          | FC Magdebourg      | 2-0      | 71         |
| 4 mars 1970       | Académica de Coimbra | C2          | Manchester City    | 0-0      | 90         |
| 18 mars 1970      | Académica de Coimbra | C2          | Manchester City    | 0-1      | 93         |

### Sélection nationale
| Date             | Club                 | Compétition     | Adversaire | Résultat | Tps de jeu | Buts |
| ---------------- | -------------------- | --------------- | ---------- | -------- | ---------- | ---- |
| 13 avril 1958    | Académica de Coimbra | amical          | Espagne    | 1-0      | 90         | 0    |
| 7 mai 1958       | Académica de Coimbra | amical          | Angleterre | 2-1      | 90         | 0    |
| 21 mai 1959      | Académica de Coimbra | amical          | Suède      | 2-0      | 90         | 0    |
| 3 juin 1959      | Académica de Coimbra | amical          | Écosse     | 1-0      | 90         | 0    |
| 16 décembre 1962 | Académica de Coimbra | Qualif. Euro 64 | Bulgarie   | 3-1      | 90         | 0    |
| 23 janvier 1963  | Académica de Coimbra | Qualif. Euro 64 | Bulgarie   | 1-0      | 90         | 0    |
| 7 mai 1958       | Académica de Coimbra | amical          | Brésil     | 1-0      | 30         | 0    |